# Santi Amodeo
Santiago "Santi" Amodeo Ojeda (Sevilla, 27 de juny de 1969), és un director de cinema, guionista i músic espanyol. La seva última pel·lícula ha estat Yo, mi mujer y mi mujer muerta, estrenada el 2019. La seva pel·lícula anterior Qui va matar en Bambi? es va situar entre les deu pel·lícules espanyoles més vistes en 2013, amb més de 200.000 espectadors.

## Biografia
En els seus inicis va formar parella amb el també andalús Alberto Rodríguez, en pel·lícules com el curtmetratge Bancos i El factor Pilgrim.
El 2004 va ser candidat a millor director novell als premis Goya, per la pel·lícula Astronautas. El 2013, va escriure i va dirigir amb bona recepció de crítica i públic Qui va matar en Bambi?, produïda per Rodar y Rodar i que era basada en la pel·lícula mexicana Matando Cabos.
El 2014 va començar el rodatge de la seva pel·lícula Yo, mi mujer y mi mujer muerta, que es va estrenar el 2019.

## Llargmetratges com a director
- El factor Pilgrim (2000), al costat d'Alberto Rodríguez
- Astronautas (2003)
- Cabeza de perro (2006)
- Qui va matar en Bambi? (2013)
- Yo, mi mujer y mi mujer muerta (2019)